# Nagendra Singh
Nagendra Singh (18 mars 1914-11 décembre 1988) est un avocat et administrateur indien qui est président de la Cour internationale de justice de 1985 à 1988. Il est le premier juge indien à la Cour internationale de justice.

## Jeunesse
Nagendra Singh est né le 18 mars 1914 dans l'État de Dungarpur, de Bijai Singh et de son épouse Davendra Kanwar ; son frère aîné, Laxman Singh I, est le dernier monarque de Dungarpur. Avant de rejoindre la fonction publique, il fait ses études au St John's College de Cambridge.

## Carrière
Il rejoint la fonction publique indienne et est commissaire régional pour les États de l'Est, membre de l'Assemblée constituante de l'Inde, secrétaire adjoint du ministère indien de la Défense, directeur général des transports et secrétaire spécial au ministère de l'Information et de la Radiodiffusion.
Entre 1966 et 1972, Singh est secrétaire du président de l'Inde, puis, du 1er octobre 1972 au 6 février 1973, il est commissaire électoral en chef de l'Inde. En 1966, 1969 et 1975, il est nommé représentant de l’Inde à l’Assemblée des Nations Unies et siège à temps partiel à la Commission du droit international des Nations Unies de 1967 à 1972. Il est également élu secrétaire de l’Association internationale du barreau. En 1973, il s'installe à La Haye pour devenir juge à la Cour internationale de Justice et en est le président entre février 1985 et février 1988, date à laquelle il prend sa retraite. Il continue à vivre à La Haye et y meurt en décembre 1988.
Singh reçoit le prix Kama en 1938 et en 1973, il reçoit le Padma Vibhushan du gouvernement indien.